# Perusia aurantiacaria
Perusia aurantiacaria är en fjärilsart som beskrevs av Blanchard 1852. Perusia aurantiacaria ingår i släktet Perusia och familjen mätare. Inga underarter finns listade i Catalogue of Life.